# Break My Soul
Singles de Beyoncé
Be Alive
(2021) Cuff It
(2022)
Break My Soul    est un titre de la chanteuse et auteure-compositrice américaine Beyoncé. Sorti le 20 juin 2022 sous les labels Parkwood Entertainment et Columbia Records, il marque le premier single de son septième album studio, Renaissance (2022). La chanson a été écrite par Beyoncé, Tricky Stewart, The-Dream, Jens Christian Isaksen et son mari Jay-Z, et produite par les quatre premiers. Elle intègre des samples de Explode (2014) de Big Freedia, ainsi que du classique house Show Me Love de Robin S.

## Historique et sortie
Dans une interview accordée à British Vogue en juin 2022, Beyoncé a annoncé la sortie de son septième album studio, Renaissance, premier volet d'une trilogie, prévue pour le 29 juillet. Elle l’a décrit comme son projet musical le plus ambitieux à ce jour. Le titre du premier single ainsi que sa date de sortie ont été dévoilés via les biographies de ses réseaux sociaux le 20 juin 2022, sans autre annonce officielle. Plusieurs plateformes de streaming, dont Spotify et Apple Music, ont rapidement confirmé l’information.  
Le titre Break My Soul a été révélé comme étant le premier single de l’album lorsque Beyoncé a modifié sa bio Instagram en y inscrivant : « 6. BREAK MY SOUL midnight ET ». Initialement prévu pour une sortie à minuit (heure de l'Est) le 21 juin, en coïncidence avec le solstice d’été 2022, le morceau a finalement été mis en ligne deux heures plus tôt sur Tidal et YouTube, le 20 juin. Break My Soul marque ainsi la première sortie en single d’un album studio solo de Beyoncé depuis six ans.  
Robin S. a révélé dans l’émission britannique Good Morning Britain qu’elle avait appris que Show Me Love avait été samplé lorsque son fils l’a appelée pour lui dire qu’elle faisait le buzz sur Twitter. Elle s’est dite reconnaissante et ouverte à une collaboration avec Beyoncé à l’avenir. Grâce à ce sample, la chanteuse a reçu une vague de demandes de la part de maisons de disques, de marques et d’autres artistes souhaitant utiliser les enregistrements originaux de son titre. Robin S. a salué Beyoncé pour avoir mis en lumière sa musique, qualifiant cela de l’un des plus grands honneurs qu’elle ait reçus. De son côté, Crystal Waters, chanteuse emblématique de la house des années 1990, s’est dite ravie en découvrant Break My Soul et a remercié Beyoncé de mettre en avant des voix souvent sous-estimées du genre.

## Remixes

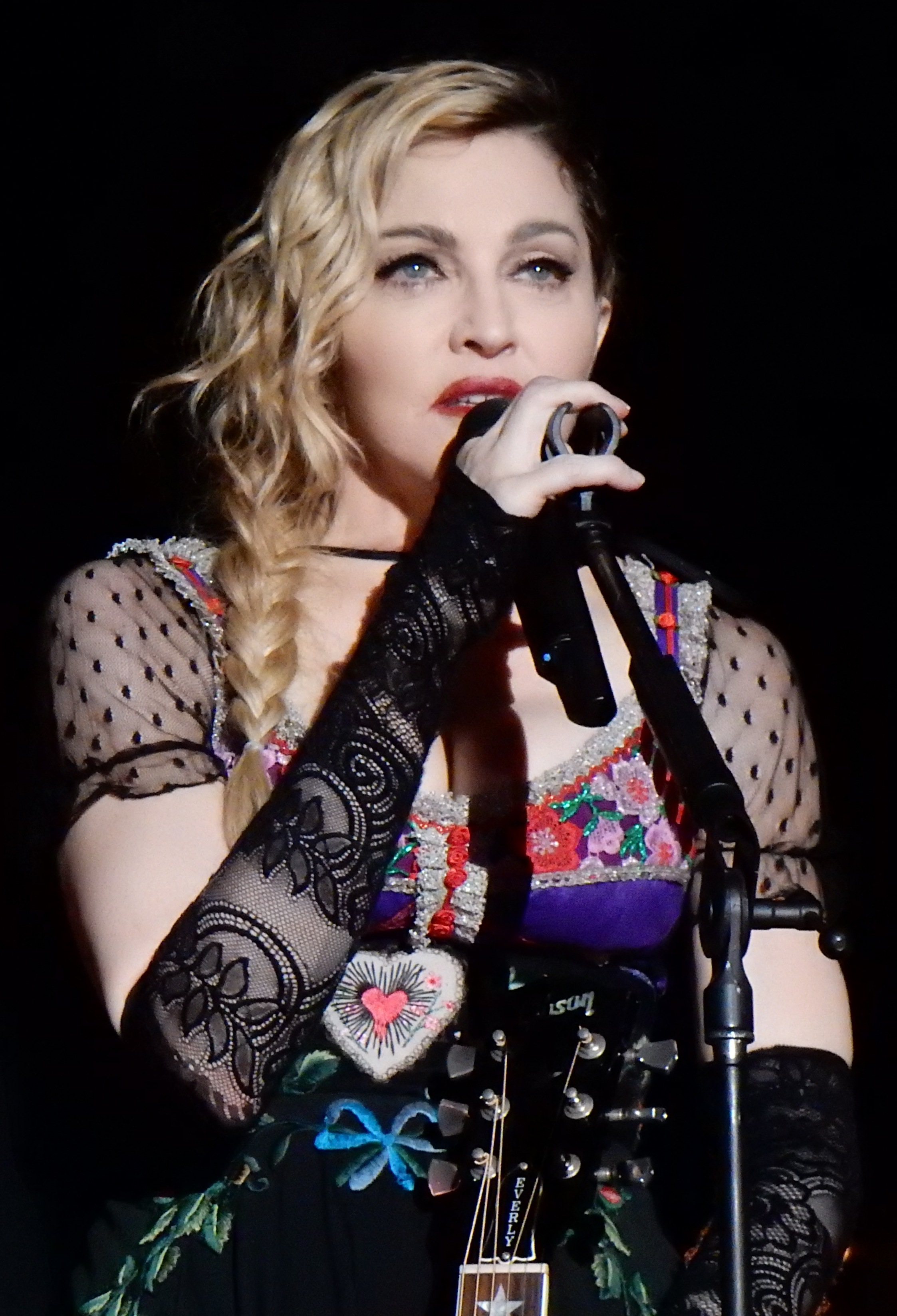
Madonna lors de la tournée Rebel Heart à Stockholm en 2015.

Le 3 août 2022, Beyoncé sort un EP de quatre versions remixées de Break My Soul, produites par will.i.am, Terry Hunter, Honey Dijon et Nita Aviance .
Le 6 août (ou 5 août aux États-Unis), Beyoncé publie une nouvelle version remixée de son single, d'abord uniquement sur son site internet, puis sur l'ensemble des plateformes de streaming. Ce remix, intitulé The Queens Remix, est une collaboration avec Madonna, composée d'interpolations du tube de cette dernière, Vogue, sorti en 1990 . Dans cette version inédite de Break My Soul, Beyoncé y mentionne le nom de Madonna, puis celui de nombreuses artistes noires et anglophones, figures inspirantes pour Beyoncé et ayant marqué l'industrie du divertissement américain. On y entend ainsi les noms de Rosetta Tharpe, Santigold, Bessie Smith, Nina Simone, Betty Davis, Solange Knowles, Erykah Badu, Lizzo, Kelly Rowland, Lauryn Hill, Roberta Flack, Toni Braxton, Janet Jackson, Tierra Whack, Missy Elliott, Diana Ross, Grace Jones (présente sur le titre Move de l'album Renaissance), Aretha Franklin, Anita Baker, Sade, Jill Scott, Michelle Williams, Chlöe, Halle Bailey, Aaliyah, Alicia Keys, Whitney Houston, Rihanna, et Nicki Minaj. Par la suite, Beyoncé nomme plusieurs maisons de ballroom, dont la House of Xtravaganza ou encore la House of Amazon, fondée par Leiomy Maldonado,.

## Classements hebdomadaires
| Classement (2022)                       | Meilleure position |
| --------------------------------------- | ------------------ |
| Allemagne (Media Control AG)            | 42                 |
| Australie (ARIA)                        | 6                  |
| Autriche (Ö3 Austria Top 40)            | 51                 |
| Belgique (Flandre Ultratop 50 Singles)  | 12                 |
| Belgique (Wallonie Ultratop 50 Singles) | 16                 |
| Canada (Canadian Hot 100)               | 4                  |
| Danemark (Tracklisten)                  | 33                 |
| Espagne (PROMUSICAE)                    | 94                 |
| France (SNEP)                           | 18                 |
| Irlande (Irish Singles Chart)           | 1                  |
| Italie (FIMI)                           | 59                 |
| Luxembourg (Billboard)                  | 20                 |
| Nouvelle-Zélande (RMNZ)                 | 16                 |
| Pays-Bas (Single Top 100)               | 14                 |
| Portugal (AFP)                          | 21                 |
| Royaume-Uni (UK Singles Chart)          | 2                  |
| Suède (Sverigetopplistan)               | 30                 |
| Suisse (Schweizer Hitparade)            | 15                 |
| États-Unis (Billboard Hot 100)          | 1                  |
| États-Unis (Hot Dance/Electronic Songs) | 1                  |
| États-Unis (Hot R&B/Hip-Hop Airplay)    | 1                  |
| États-Unis (Hot R&B/Hip-Hop Songs)      | 1                  |
| États-Unis (Rhythmic Airplay)           | 1                  |